# Lego Harry Potter: Years 1–4
Lego Harry Potter: Years 1–4 je akční adventura s tematikou Lega vytvořená společností Traveller's Tales a vydaná společností Warner Bros. Hra je založená na Lego Harry Potter a její děj zahrnuje první čtyři filmy série Harry Potter: Harry Potter a Kámen mudrců, Harry Potter a Tajemná komnata, Harry Potter a vězeň z Azkabanu a Harry Potter a Ohnivý pohár.
Videohra je dostupná na platformách Wii, Xbox 360, PlayStation 3, Nintendo DS, PlayStation Portable, Microsoft Windows, OS X, iOS, Android. Verze pro OS X byla vydána 22. února 2011 společností Feral Interactive. Pro PlayStation 4 byla vydána 21. října 2016 součástí balíčku Lego Harry Potter Collection, který navíc obsahoval hru Lego Harry Potter: Years 5–7 a byl také vydaný pro Xbox One a Nintendo Switch 30. října 2018. Ostatní verze hry byly vydány 29. června 2010 v Severní Americe, 25. června 2010 v Evropě a 30. června 2010 v Austrálii a Novém Zélandu.
Videohra získala kladné recenze od kritiků.

## Hratelnost
Videohra Lego Harry Potter je podobná většině ostatních Lego her, s důrazem na sbírání, prozkoumávání a řešení hádanek. Sesílání kouzel je nedílnou součástí hry, s velkým množstvím kouzel, která se postupně odemykají, jak hráč postupuje. Protože je ve hře k dispozici mnoho kouzel, může hráč vybrat to správné pomocí kruhu kouzel. Výroba lektvarů je také nedílnou součástí, lektvary mohou hráči pomoci dokončit úrovně, a pokud nebyly vytvořeny správně,   mohou mít nepříznivé vedlejší účinky, jako je přeměna hráče na žábu.
Změny mechanik oproti předchozím hrám zahrnují mise 'Student v Ohrožení', což je skupina výzev, kde je cílem pomoci studentovi a Mnoholičný Lektvar, který umožňuje hráčům dočasně změnit jednu z postav na jakoukoliv jinou odemčenou postavu. Velkou změnou prošla také výchozí místnost. Příčná Ulice slouží jako výchozí místo pro nákup odemykatelných doplňků, Děravý Kotel funguje jako výchozí místo pro návrat do předchozích úrovní, zatímco Bradavice fungují jako neustále se vyvíjející masivní rozcestí s postavami, které lze odemknout sebráním jejich skrytých portrétů.
Větší oblasti v Bradavicích vedly vývojáře Traveller's Tales ke zlepšení celkového designu úrovní. Zahrnuta je také další bonusová úroveň, která umožňuje hráčům ji přizpůsobit podobně jako v Lego Indiana Jones 2: The Adventure Continues. Pokud je hráč ztracen ve hře, může sledovat stopu přízračných cvočků na další úroveň. Tyto se nezapočítávají do celkového počtu cvočků, ale povedou hráče k další části úrovně. Avšak jedna ze sběratelských 'Červených kostek', která se nachází na nádvoří vedle Herbologie, odemkne hráči doplněk, díky kterému má každý přízračný cvoček hodnotu 1000.
Hlavním rozcestím je Příčná ulice a její vstup přes Děravý kotel. Hráči mají přístup do místnosti ve druhém patře budovy, kde mohou sledovat cutscény ze hry, ale také použít nástěnku s obrázky, ze kterých lze znovu hrát již dokončené úrovně. Příčná ulice nabízí řadu obchodů, kde si hráč může kupovat postavy nebo některé přizpůsobovat, kouzla, kostky, které mají různá použití, jako je například změna hůlky hráče na mrkev nebo jej učiní nezranitelným. Hráči mohou také navštívit Gringottovu banku nebo Borgina a Burkese, aby si zahráli další úrovně. Celkem je možné zakoupit 167 postav.
Hra zahrnuje širokou škálu postav z prvních čtyř filmů, od pozoruhodných, jako je Albus Brumbál a Severus Snape, až po ostatní, jako je Viktor Krum ve formě žraloka, nebo čarodějnice z Bradavického expresu.
Děj je v podstatě nezměněn oproti filmu, s malými změnami, které umožňují vždy hrát hru v režimu pro dva hráče.

### Hra pro dva hráče
Tato hra využívá techniku rozdělené obrazovky pro dva hráče představené ve hře Lego Indiana Jones 2: The Adventure Continues. K dispozici je také hraní online na PlayStation 3 a Xbox 360. Dějová linie hry se několikrát liší od té v knihách, aby v každé úrovni mohli být alespoň dvě postavy. Například, Hermiona se připojí (omylem) k Harrymu během prvního úkolu Turnaje Tří Kouzelníků, kde v knize a ve filmu Harry bojuje s drakem sám. Dalším příkladem je závěrečný souboj s Voldemortem. Cedric je tu, aby pomohl Harrymu a zemře při pokusu o útěk v poslední cutscéně, přestože ve filmu i knize je zabit před Voldemortovou reinkarnací.

### Změny pro Nintendo DS, PSP, Android a iOS verze
Ve verzích pro Nintendo DS, PSP, Android a iOS bylo provedeno několik změn oproti verzím pro ostatní platformy. Je zde pouze jedna výchozí místnost, Komnata nejvyšší potřeby a prozkoumatelné výchozí místnosti v Bradavicích a Příčné Ulici z ostatních verzí byly odstraněny a souboje a sesílaní kouzel byly zjednodušeny. Také na rozdíl od všech předchozích Lego videoher od Traveller's Tales, mají verze pro Nintendo DS, PSP, Android a iOS psané věty. V ostatních Lego videohrách před rokem 2012 na sebe postavy pouze mumlaly. Verze pro DS používá k sesílání kouzel dotykové ovládání a je zmenšeným portem PSP verze.

## Vývoj
Zprávy o existenci hry unikly v březnu 2009, i když se od konce roku 2008 šířili zvěsti. Warnes Bros oficiální potvrdili hru v červnu 2009 s odhadovaným vydáním v roce 2010.
V den oficiálního oznámení hry byla vydána upoutávka, po které následovaly čtyři samostatně vydané viněty, počínaje prosincem 2009. Každá viněta se zaměřila na jeden z prvních čtyř dílů, které jsou ve hře. Nový trailer byl vydán společně se hrou. Všech šest trailerů je k dispozici na oficiálních webových stránkách. Demo hry je k dispozici ke stažení z PlayStation Network, Xbox Live a PC od června 2010.

## Kritika
| Agregátor    | Skóre   |
| ------------ | ------- |
| GameRankings | 81,45 % |
| Metacritic   | 80/100  |

| Udělil                     | Skóre  |
| -------------------------- | ------ |
| 1Up.com                    | B+     |
| GameRevolution             | B-     |
| GameSpot                   | 8/10   |
| IGN                        | 8,5/10 |
| Official Nintendo Magazine | 80 %   |
| VideoGamer.com             | 8/10   |

Hra obdržela obecně pozitivní hodnocení. Webová stránka GameRankings dala hře hodnocení 81% a webová stránka Metacritic o něco nižší 80%. Oficiální časopis od Nintenda dal Wiia Nintendo DS verzi 80%, přičemž uvedl, že se jedná o "jednu z dosud nejlepších Harry Potter her", ale postrádá originalitu oproti ostatním Lego hrám. GameSpot dal konzolovým verzím 8/10, chválící "velké množství tajemství a kouzel" a nesouhlasil s časopisem Nintenda a řekl, že to byla "jednoduše nejlepší Harry Potter hra dosud" a "jedna z nejlepších Lego adventur dosud".
IGN pochválila hru a dala jí hodnocení 8.5/10. Pochválila nové přídavky do hry, zatímco PSP verze obdržela 7.0/10. Greg Miller z IGN uvedl, že hra měla "obecný smysl pro skvělou LEGO hru a spojení se skvělou sérií, čímž tato hra vyčnívá". Editor IGN Nicole Tanner hře udělil "Nejlepší Uvolňující Zábavu" u vydavatelova "Seznamu oblíbených her pro rok 2010".

## Pokračování
Pokračování, pokrývající příběhy posledních tří knih a čtyř filmů série, Lego Harry Potter: Years 5–7, bylo vydáno v roce 2011 společností Warner Bros.